# Adenocarpus mannii
Adenocarpus mannii là một loài thực vật có hoa trong họ Đậu. Loài này được (Hook.f.) Hook.f. miêu tả khoa học đầu tiên.